# Сироробна промисловість України
Сироробна промисловість — галузь промисловості, підприємства якої виробляють різні види сирів та інші молочні продукти.

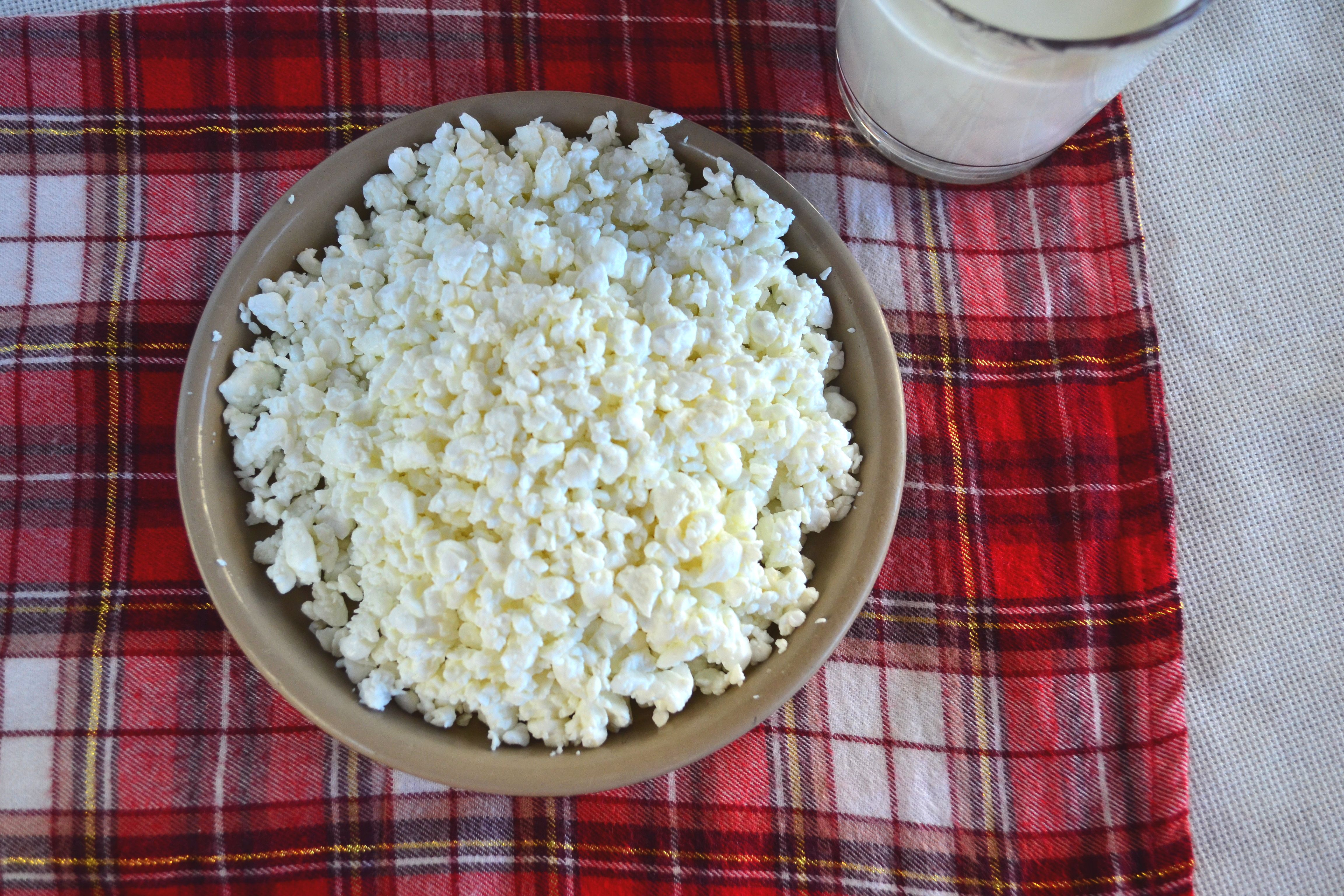
Домашній сир

Сироробна промисловість виробляє 50 видів сирів, які поділяють на групи:
- тверді (голландський, ярославський, радянський, костромський, алтайський, степовий і т. д.);
- напівтверді (латвійський, волзький, краснодарський);
- м'які сири (смоленський, мединський, перекусний, аматорський і т. д.);
- ропні (бринза, чанах, тушинський, осетинський, грузинський);
- перероблені сири (плавлені, сухі, розмелені).

Найбільшого поширення набули тверді, ропні і перероблені сири.

## Історія
Переживши падіння обсягів виробництва в 1997 році, коли було вироблено 46,3 тис.т сиру, сироробний напрямок молочної галузі з 1998 року почав активно розвиватися і набирати оберти. Протягом 1998-1999 років виробництво сиру збільшувалося на 2-3 тис. т на рік, то у 2000-2001 роках відбувся значний стрибок. У 2000 році українські підприємства виготовили 67,5 тис.т сиру, у 2001-му обсяг виробництва досяг 104,8 тис.т. 
1998-1999 роки можна назвати періодом планування і прийняття рішень. Лише в 1998-2001 роках в сироваріння почали приходити серйозні власники, деякі компанії стали купувати по кілька сирзаводів. 
Протягом умовного першого етапу відновлення молочної промисловості (1998-1999 роки) інвестиції йшли в основному у виробництво продукції з незбираного молока. Це призвело до значного пожвавлення. Сироварні підприємства почали оновлюватися та поступово реконструюватися з 2000 року. Але замінити технологічне обладнання легше, ніж зламати стереотипи старих сироварів і підібрати нові кадри, особливо в невеликих провінційних містах, де в основному і розташовані заводи з виробництва сирів. Проте, процес оновлення та реконструкції як мінімум трьох десятків українських сирних підприємств йшов досить інтенсивно. 
У 2001 році українські потужності з виробництва сиру були залучені майже на 40%, при тому що, наприклад, потужності з випуску вершкового масла використовувалися на 30%, а молочних консервів - на 20%. 
Рівень споживання сирів також зростав. До поїдання 20 кг сиру на рік (приблизний рівень споживання в Європі) середньостатистичний українець, на жаль, не дійшов, але намагався спожити за 365 днів понад 1 кг цього продукту. 
Інвестиційно-популярним сироваріння стало не в останню чергу завдяки зовнішнім чинникам, зокрема, зниження світових цін на сухе молоко. 
У 2002 році інтерес до сироваріння посилився ще й унаслідок зовнішньоекономічних факторів. Річ у тому, що по всьому світу суттєво знизилися ціни на сухе молоко, американці "викинули" на зовнішній ринок весь власний держрезерв цього продукту, свої сухомолочні засіки відкрили також Австралія і Нова Зеландія.
До середини 2002 року Україна відправляла на експорт до 85% виготовленого в країні сухого молока. Якщо в 2000 даний продукт продавали за кордон по $ 1,6 тис. за 1 т, то в 2002-му ціни впали до $ 0,85-0,9 тис. за 1 т. Тобто багато молочних підприємств у 2002 році в кращому випадку недоотримали очікуваного прибутку, в гіршому - зазнали збитків. 
Ситуація з експортом сухого молока навела багатьох молочників на думку диверсифікувати виробництво і звернути увагу на сири. Початково вважалося, що коли на світовому ринку ціни на сухе молоко піднімуться, ті виробники, які занадто швидко переорієнтувалися, більшу частину сировини повернуть на сушіння молока і знову будуть заробляти "швидкі" гроші.
Ринок позитивно сприйняв українські сири, і обсяги їх виробництва продовжували зростати. У січні - серпні 2002 року в порівнянні з аналогічним періодом 2000-го темпи зростання виробництва вже досягли 30%. За вісім місяців 2002 року сировари видали 84,144 тис.т продукції, що на 18,577 тис.т більше, ніж за такий же відрізок часу 2002 року. 
Такий стрімкий розвиток української молочної галузі змусив чиновників звернути на неї увагу і спонукав до запровадження регулювання. З весни 2002 року виробники молочних продуктів та представники уряду не раз збиралися для обговорення проблемних питань.
Одним з результатів таких зустрічей стало запровадження з 1 липня 2002 року нових вимог до заготівлі молока - ДСТУ 3662-97. До 2003 року всі українські переробники перейшли на заготівлю молока за новим стандартом.
У 2000 році рентабельність виробництва молока становила мінус 6%, 2001-му - мінус 1,2%.

### Російсько-українські сирні війни
Українська сироробна галузь у середині 2000-х років демонструвала стрімкі темпи розвитку: виробництво сиру щороку збільшувалося в рази, і завдячувати цій динаміці слід саме Росії. Наприклад, у 2005 році з 271,98 тис. т вироблених в Україні твердих сирів Російська Федерація імпортувала 112,2 тис. т, тобто 44%
За попередніми підрахунками Інфагро, за три квартали 2018 року в Україні виробили близько 59 тис. т сичужного сиру, що на 2% більше в порівнянні з минулим роком. При цьому внутрішні продажі збільшилися приблизно на ті ж 2%, до 54 тис. тонн.

## Підприємства
- КОМО[2]
- ПрАТ "Дубномолоко"[3]
- Новобузький сирзавод
- Березнегуватський сирзавод
- Братський сирзавод
- Вознесенський сиркобінат
- Баштанський сирзавод
- Доманівський сирзавод
- Казанківський сирний завод
- Звенигородський сироробний комбінат
- Крижопільський сирзавод[4]
- Великобурлуцький сироробний завод[5]
- Пирятинський сирзавод[6]
- Охтирський сиркомбінат
- Гадячсир
- Техмолпром
- Виробниче об'єднання «Моліс»
- Хмельницька маслосирбаза
- Миргородський сироробний комбінат
- Марківський сироробний завод[7]